# نور پس‌زمینه

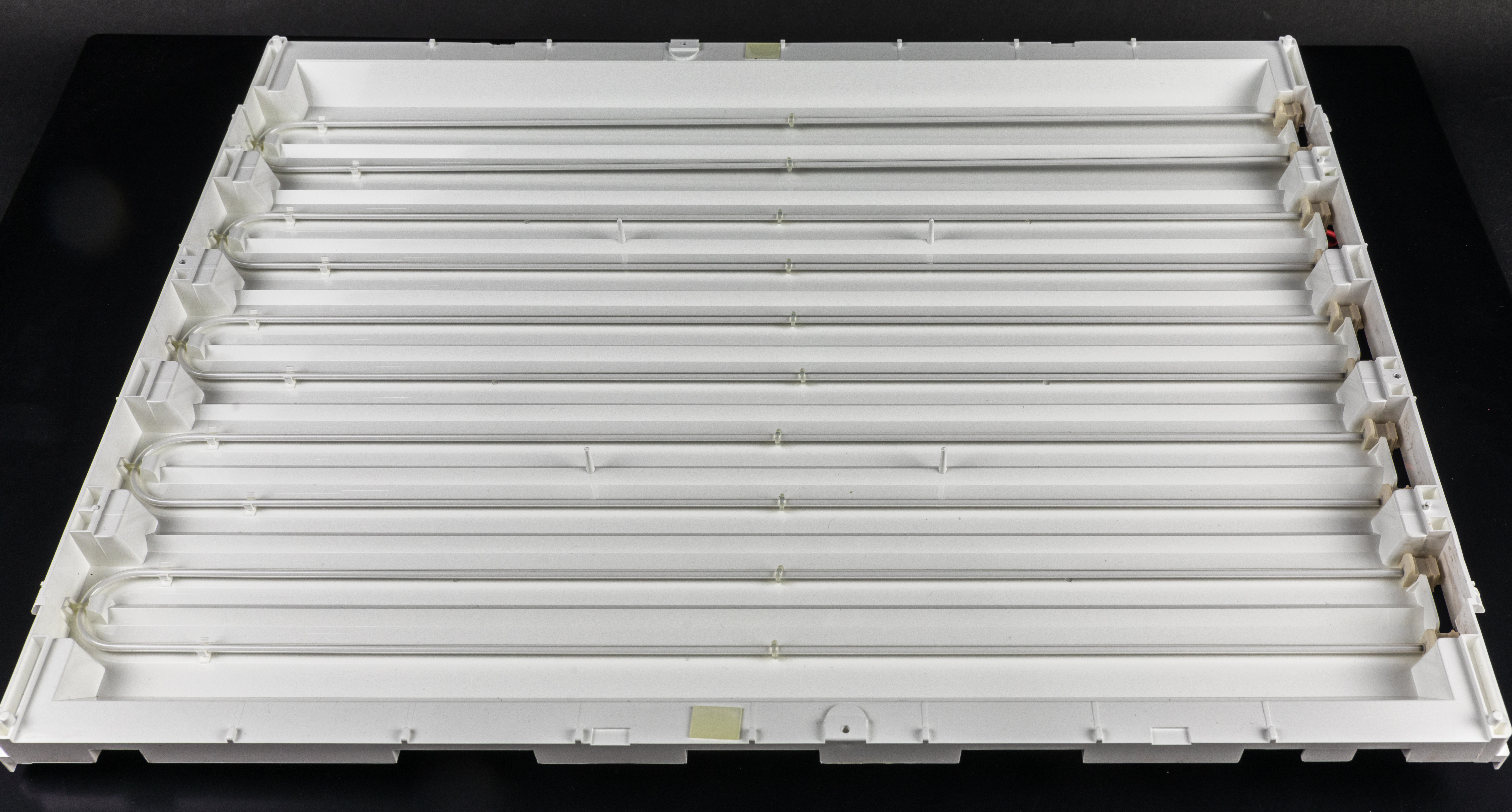
نور پس‌زمینه

نور پس‌زمینه (به انگلیسی: backlight) یا پشت‌تاب نوعی تشعشع است که در صفحه‌های کریستال مایع (LCD) به کار می‌رود. برعکس نور پروژکتوری که در جلوی LCD جاسازی شده‌اند، نور پس زمینه LCD را از طرفین و پشت به صورت کامل روشن می‌کند. نور پس‌زمینه در صفحه‌های کوچک، برای بالا بردن قابلیت خواندن در نور کم و در نمایشگر رایانه و تلویزیون LCD به نحو مشابهی که در نمایش‌های لامپ اشعه کاتد (CRT) به کار می‌رود، استفاده می‌شود.
انواع منبع نور
منبع نور شامل دسته‌های زیر می‌باشد:
دیودهای ساطع کننده نور (LED)
یک پانل الکترو لومینسنت (ELP)
لامپ‌های فلورسنت کاتدی سرد (CCFL)
لامپ‌های فلورسنت کاتدی گرم (HCFL)
لامپ‌های فلورسنت الکترود خارجی (EEFL)
لامپ‌های رشته‌ای
یک ELP نور یکنواختی را در کل سطح خود منتشر می‌کند، اما سایر نور پس زمینه‌ها غالباً از یک دیفیوزر استفاده می‌کند تا نور یکنواخت را از یک منبع ناهموار تأمین کند.
نور پس‌زمینه دارای رنگ‌های مختلفی است. LCDهای تک رنگ معمولاً دارای نور پس زمینه زرد، سبز، آبی یا سفید هستند، در حالی که در نمایشگرهای رنگی از نور پس‌زمینه سفید استفاده می‌شود که بیشتر طیف رنگ را پوشش می‌دهد.